# Danno stocastico
Gli effetti probabilistici (o stocastici o danni probabilistici) sono i possibili effetti sulla salute in seguito all'esposizione ad un agente quali l'inquinamento atmosferico, idrico, del suolo, acustico e radiazioni. In particolare sono le probabilità che esse possano provocare forme di leucemie e i tumori solidi, generalmente chiamate neoplasie radioindotte,  a causa di una sovraesposizione a radiazioni ionizzanti.
Il fatto che siano somatici implica che non vengano coinvolti i gameti: pertanto il danno non può essere ereditato dalla progenie.

## Caratteristiche
Le principali caratteristiche dei danni stocastici sono:
- Senza soglia: non richiedono il superamento di un valore soglia per manifestarsi
- Di tipo probabilistico: cioè hanno una frequenza di comparsa molto piccola ed essa è correlata alla quantità della dose
- Sono differiti: si manifestano dopo anni dall'irradiazione
- Non sono graduati: la dose non rende l'effetto più grave ma solo più probabile, perché sono effetti del tipo “tutto o nulla”

## Differenze con gli effetti deterministici
A differenza dagli effetti deterministici (o non stocastici), che hanno un livello soglia per cui non si ha alcun effetto e la cui gravità dipende dall'entità dell'esposizione, gli effetti probabilistici avvengono casualmente, spesso senza un livello soglia. L'entità dell'esposizione è collegata alla maggiore o minore probabilità che tali effetti si dimostrino, non alla loro gravità.
Gli effetti probabilistici non sempre si manifestano, in quanto riguardano piccole dosi di agenti potenzialmente pericolosi, ma possono essere di volta in volta sommati e provocare danni a lungo termine.

## Cause
Nel caso delle neoplasie, questi danni vengono provocati dalla capacità dell'agente di mutare il DNA delle cellule che vengono esposte ad esso. Queste, replicandosi, trasmettono la propria mutazione alle cellule figlie.
Il danno può essere incompatibile con la sopravvivenza delle cellule figlie, oppure può determinare una mutazione delle cellule e quindi un tumore.